# Шопа
Шопа́ (каз. Шопа) — село в Шетском районе Карагандинской области Казахстана. Входит в состав Нураталдинского сельского округа. Код КАТО — 356473500.

## Население
В 1999 году население села составляло 190 человек (83 мужчины и 107 женщин). По данным переписи 2009 года, в селе проживали 182 человека (85 мужчин и 97 женщин).